# Poascheberg
Der Poascheberg liegt in der Nähe von Halle in Niedersachsen und ist mit 89 m über NN die höchste Erhebung eines Geestrückens, der zum größten Teil der niederländischen Region Twente angehört und dort Twentse Heuvelrug (= Hügelrücken) genannt wird. Dieser fast 40 km lange Höhenzug reicht von Enschede bis Uelsen und entstand als Endmoräne des skandinavischen Inlandeisschildes während der Saaleeiszeit vor ungefähr 230.000 Jahren.
Der Poascheberg ist die höchste Erhebung der Niedergrafschaft Bentheim und die zweithöchste der gesamten Grafschaft nach dem Schlossberg zu Bad Bentheim (92 m ü. NN). 
Der Poascheberg stellt keinen auffälligen Gipfel dar, denn er ist umgeben von kaum niedrigeren Hügeln wie Krösenberg, Scharpenberg, Langerberg und Lönsberg, die alle um 85 m hoch sind. Auf letzterem, 500 m westlich an der Straße von Lage nach Getelo, gibt es einen 35 m hohen Aussichtsturm, der einen Blick auf die Grafschaft Bentheim, das Emsland und die angrenzenden Niederlande ermöglicht.

## Etymologie des Namens
Poascheberg ist ein plattdeutscher Name und bedeutet etwa Ostern-Berg. Die plattdeutsche Bezeichnung des Osterfestes Poaschen leitet sich, wie auch das niederländische Pasen, ab vom hebräischen Pessach. 
Auch in der benachbarten niederländischen Region Twente gibt es mehrere „Paasberge“, also Anhöhen wo Osterfeuer stattfanden.

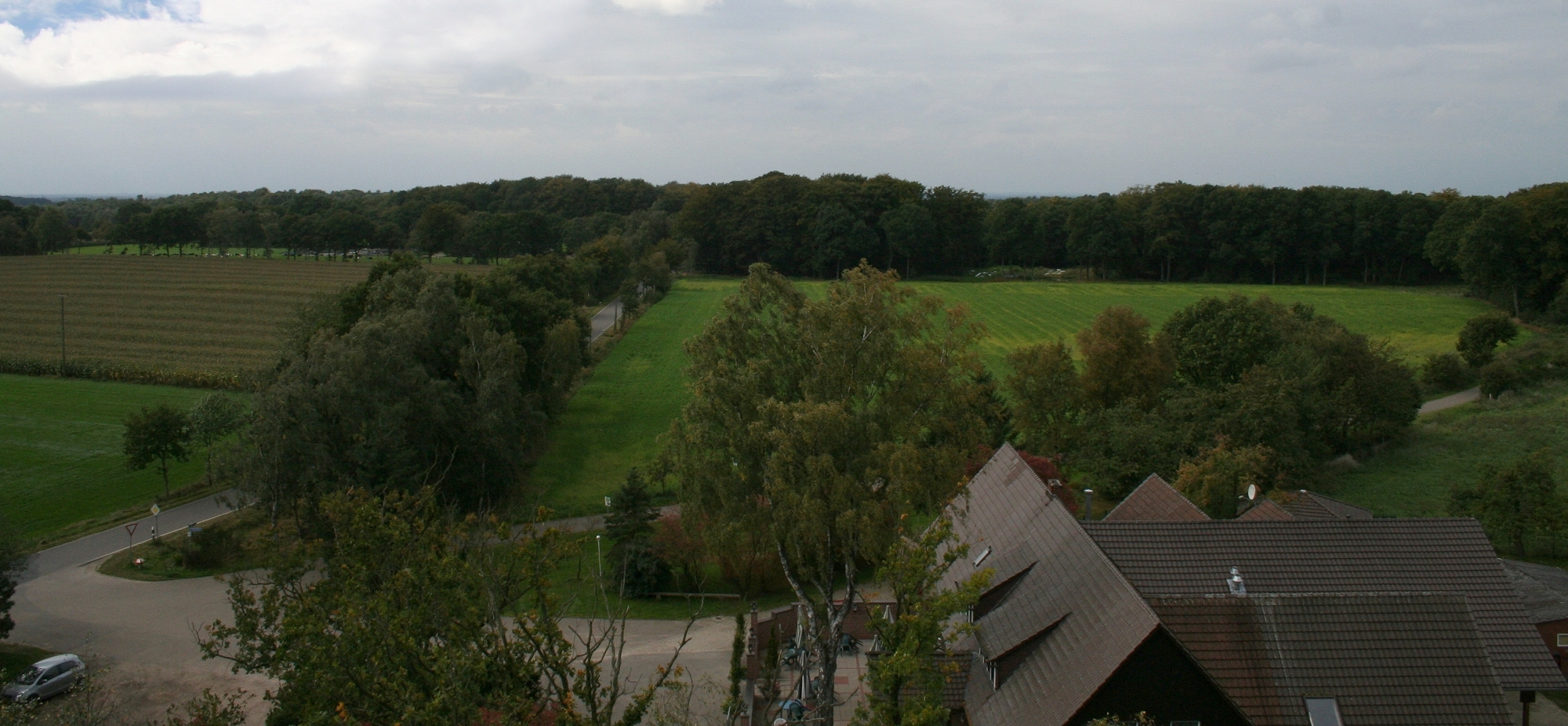
Blick vom Lönsbergturm gegen den von Bäumen verdeckten Poascheberg (Bildmitte)